# 세이무어 슐릭
 세이무어 슐릭(영어: Seymour Schulich, 1940년 1월 6일 ~)은 캐나다의 억만장자 투자자이자 기업인, 박애주의자이다. 1961년 맥길 대학교에서 과학 학사 학위를, 1965년 동대학원에서 MBA 학위를 받았다. 세계적인 투자자로 여러 대학과 기관에 기부하였으며, 캐나다 최고의 경영대학 중 하나로 손꼽히는 요크대학교 슐릭 경영대학원(Schulich School of Business)은 그의 기부금으로 탄생한 곳이다.